# Prociphilus oleae
Prociphilus oleae är en insektsart. Prociphilus oleae ingår i släktet Prociphilus och familjen långrörsbladlöss. Inga underarter finns listade i Catalogue of Life.